# Mamoutou N’Diaye
Mamoutou N'Diaye (ur. 15 marca 1990 w Bamako) – piłkarz malijski grający na pozycji defensywnego pomocnika. Od 2018 jest zawodnikiem klubu Ohod Club.

## Kariera klubowa
Swoją karierę piłkarską N'Diaye rozpoczął w klubie Jeanne d'Arc FC. W sezonie 2007/2008 zadebiutował w nim w rozgrywkach malijskiej ligi. Grał w nim przez sezon.
W 2008 roku N'Diaye przeszedł do belgijskiego KAA Gent. 18 kwietnia 2010 zadebiutował w nim w belgijskiej ekstraklasie w wygranym 5:0 domowym meczu z SV Zulte Waregem. W sezonie 2009/2010 zdobył z Gent Puchar Belgii. W sezonie 2010/2011 został wypożyczony do drugoligowego RAEC Mons. W 2011 roku wrócił do Gent i grał w nim do końca sezonu 2012/2013.
Latem 2013 roku N'Diaye został zawodnikiem zespołu SV Zulte Waregem. W nim swój debiut zaliczył 27 lipca 2013 w wygranym 2:1 wyjazdowym meczu z Lierse SK. W 2015 przeszedł do Royal Antwerp FC, a na początku 2018 do Ohod Club.
| Sezon   | Klub             | Kraj             | Rozgrywki            | Mecze | Bramki |
| ------- | ---------------- | ---------------- | -------------------- | ----- | ------ |
| 2007/08 | Jeanne d'Arc FC  | Mali             | Championnat National | ?     | ?      |
| 2008/09 | KAA Gent         | Belgia           | Eerste klasse        | 0     | 0      |
| 2009/10 | KAA Gent         | Belgia           | Eerste klasse        | 1     | 0      |
| 2010/11 | RAEC Mons        | Belgia           | Tweede klasse        | 31    | 1      |
| 2011/12 | KAA Gent         | Belgia           | Eerste klasse        | 13    | 1      |
| 2012/13 | KAA Gent         | Belgia           | Eerste klasse        | 19    | 2      |
| 2013/14 | SV Zulte Waregem | Belgia           | Eerste klasse        | 23    | 1      |
| 2014/15 | SV Zulte Waregem | Belgia           | Eerste klasse        | 14    | 1      |
| 2015/16 | Royal Antwerp FC | Belgia           | Tweede klasse        | 25    | 0      |
| 2016/17 | Royal Antwerp FC | Belgia           | Tweede klasse        | 9     | 1      |
| 2017/18 | Royal Antwerp FC | Belgia           | Eerste klasse        | 8     | 0      |
| 2017/18 | Ohod Club        | Arabia Saudyjska | I liga               | 9     | 1      |

## Kariera reprezentacyjna
W reprezentacji Mali N'Diaye zadebiutował 31 maja 2014 roku w przegranym 1:2 towarzyskim meczu z Chorwacją, rozegranym w Osijeku. W 46. minucie tego meczu zmienił Abdou Traoré.